# 코모로어
코모로어(Comorian, Shikomori)는 인도양의 코모로 제도에서 사용되는 반투계 언어이다. 코모로의 공용어이며, 인접한 프랑스령 마요트에서도 마오레 코모로어라는 방언이 사용된다.